# Ботуобинская геологоразведочная экспедиция
Ботуо́бинская гео̀логоразве́дочная экспеди́ция — организация для широкомасштабных работ на территории Якутии, проводившая поиски и детализацию алмазных месторождений. Партии экспедиции базировались в городе Мирном. Основной территорией деятельности экспедиции был Малоботуобинский алмазоносный район, где работал Мирнинский горно-обогатительный комбинат.

## История
Геологоразведочные партии Амакинской экспедиции были реорганизованы в Батуобинскую комплексную геологоразведочную экспедицию (КГРЭ) приказом Главгеологии РСФСР № 186 от 30 мая 1959 года. Батуобинская КГРЭ была создана приказом Якутского территориального геологического управления № 409 от 11 июня 1959 года на базе Вилюйской экспедиции Якутского Совнархоза и партий №№ 200, 128, 223, 233, 249, 256 Амакинской экспедиции с базированием в городе Мирном. Новая экспедиция напрямую подчинялась Якутскому территориальному геологическому управлению.
1959 г. — в Малоботуобинском алмазоносном районе в бассейне р. Ирелях открыты кимберлитовые трубки «Таёжная» и «Амакинская».
1961 г. — завершена работа по разведке трёх россыпных месторождений алмазов — «Ирелях», «Лог Хабардина», «Водораздельные галечники».
1964 г. — Батуобинская КГРЭ была переименована в Ботуобинскую геологоразведочную экспедицию.
1964—1966 гг. — открыто Тобукское поле кимберлитоподобных пород (Алданский район).
1966 г. — в Малоботуобинском алмазоносном районе открыто погребённое месторождение алмазов — кимберлитовая трубка «им. XXIII съезда КПСС» (аномалия № 6).
1967 г. — в Малоботуобинском алмазоносном районе открыто алмазоносное погребённое  кимберлитовое тело — жила «Ан-21».
1969 г. — в Малоботуобинском алмазоносном районе открыты древняя (мезозойская) россыпь алмазов «Новинка» и уникальное коренное месторождение алмазов — кимберлитовая трубка «Интернациональная» (аномалия № 154).
1972 г. — в Малоботуобинском алмазоносном районе открыта кимберлитовая трубка «Дачная» (аномалия Ан-92А).
1981 г. — в Малоботуобинском алмазоносном районе открыта древняя (верхнепалеозойская) погребённая россыпь алмазов «Восточная».
1982 г. — в Далдыно-Алакитском алмазоносном районе открыты кимберлитовые трубки «Макатойская», «Далдынская», «Д-29».
1984—1985 гг. — открыты Северо-Нелбинское и Маччобинское нефтегазовые месторождения.
1987 г. — в Далдыно-Алакитском районе открыты кимберлитовые трубки «Иреляхская» и «Кусовская».
1989 г. — в Малоботуобинском алмазоносном районе открыта мезозойская погребённая россыпь алмазов «Солур».
После ликвидации производственного геологического объединения «Якутскгеология» и образования Государственного комитета по недропользованию Республики Саха (Якутия) — Ботуобинская геологоразведочная экспедиция в 1991 году приобрела статус самостоятельной государственной геологоразведочной экспедиции. На конференции трудового коллектива экспедиции было принято решение о добровольном вхождении в состав производственно-научного объединения «Якуталмаз», которое одобрил Совет Министров Республики Саха (Якутия) в своём распоряжении от 10 января 1992 года. Вхождение экспедиции в состав ПНО «Якуталмаз» было оформлено приказом объединения № 33 от 22 января 1992 года.
1994 г. — в Среднемархинском алмазоносном районе открыто месторождение алмазов — кимберлитовая трубка «Ботуобинская».
1996 г. — в Среднемархинском алмазоносном районе открыто месторождение алмазов — кимберлитовая трубка «Нюрбинская» (аномалия Н-9). В состав Ботуобинской экспедиции были переданы подразделения Мирнинской экспедиции, проводившей эксплуатационную разведку в зонах деятельности Мирнинского, Удачнинского и Айхальского горно-обогатительных комбинатов, а также основные поисковые геолого-геофизические партии Чернышевской ГРЭ.
1999 г. — в Среднемархинском алмазоносном районе открыты кимберлитовое тело — «Мархинское», россыпи алмазов «Дьяхтарская», «Нюрбинская» и «Ботуобинская».
2002 г. — в Малоботуобинском алмазоносном районе открыто кимберлитовое тело — жила «Южная».
2006 г. — в Среднемархинском алмазоносном районе открыто кимберлитовое тело — «Майское».
2015 г. — в Ыгыаттинском алмазоносном районе открыта кимберлитовая трубка «Сюльдюкарская» (аномалия Т-54-14).
За годы существования Ботуобинской ГРЭ, кроме «алмазной» тематики, коллектив экспедиции занимался государственной геологической съёмкой и изданием карт масштабов 1:200 000 и 1:50 000, экологической и инженерно-геологической съёмкой, поисками и разведкой строительных материалов, подземных вод в Ленском, Мирнинском, Нюрбинском и Сунтарском районах Якутии, разведкой месторождений цеолитов и лечебных грязей в Сунтарском районе, поисками россыпного золота.
В 2017 году на основе Ботуобинской и Амакинской экспедиций организована Вилюйская геологоразведочная экспедиция.

## Структура
В состав Ботуобинской геологоразведочной экспедиции входили две геологоразведочные, геофизическая, тематическая, топогеодезическая партии, геологический информационно-компьютерный центр, центральная аналитическая лаборатория и ряд вспомогательных подразделений.

### Руководители экспедиции (по году назначения)
| - 1959 — Андрианов, Валентин Трофимович - 1963 — Шубин, Всеволод Андреевич - 1964 — Щукин, Владимир Николаевич - 1980 — Лопухов, Сергей Федорович | - 1994 — Туканов, Юрий Васильевич - 1998 — Чёрный, Сергей Давыдович - 2002 — Мещанчук, Владимир Евлогиевич - 2009 — Фомин, Владимир Михайлович |

## Память
- Ботуобинскит SrFe2+(Ti4+12Cr3+6)Mg2[O36(OH)2] — минерал группы кричтонита, назван в честь Ботуобинской геологоразведочной экспедиции, открывшей кимберлитовую трубку «Интернациональная» в 1969 году[2][3][4].
- Кимберлитовая трубка «Ботуобинская» Накынского кимберлитового поля названа в честь коллектива Ботуобинской экспедиции.